# ロベルト (競走馬)
ロベルト (Roberto) はアイルランドの競走馬、およびアメリカ合衆国の種牡馬。
父はヘイルトゥリーズン（Hail to Reason）、母はコーチングクラブアメリカンオークス優勝馬ブラマリー（Bramalea）である。1972年のエプソムダービーがおもな勝ち鞍で、歴史的名馬ブリガディアジェラード (Brigadier Gerard) に唯一土をつけた馬としても有名。種牡馬としても自身が祖となったロベルト系を確立する成功を収め、日本ではブライアンズタイム、クリスエス、リアルシャダイ、シルヴァーホークなどの父として知られている。

## 戦績

### 出生、幼駒時代
アメリカ合衆国ケンタッキー州のダービーダンファームで生まれたサラブレッドの競走馬である。生産者および馬主のジョン・ガルブレスは、本馬をアイルランドの名伯楽であるヴィンセント・オブライエンのもとへと送り、1971年に競走馬としてデビューさせた。
馬名の由来はガルブレスがオーナーであったピッツバーグ・パイレーツの主力選手、ロベルト・クレメンテから名付けられた。
2歳時は4戦をこなした。カラ競馬場でのデビュー戦を快勝すると、翌戦アングルシーステークス、翌々戦ナショナルステークスでも勝ちを上げ、国内で3連勝を飾った。その年の末10月に遠征したフランスのグランクリテリウムこそ4着に敗れたが、アイルランド国内での3連勝が評価され、その年のアイルランド最優秀2歳馬に選ばれた。

### 称賛なきダービー馬
翌年、ロベルトの3歳シーズンは王道のイギリスクラシック路線へと進路を向け、その年の初戦としてヴォーホールトライアルステークスに出走、鞍上ビル・ウィリアムソンの指示のもとでこれに優勝した。続いてクラシックの第一冠であるイギリス2000ギニーに出走したが、よれた他馬が障害になったこともあり、勝ち馬ハイトップに半馬身差で2着に敗れた。この健闘は評価され、ロベルトおよびウィリアムソンはダービー制覇の有力候補としてその名が挙がるようになった。また前走勝ち馬のハイトップが出走しなかったこともあり、ロベルトは一躍最有力候補となった。
しかし、ダービー11日前の競走中にウィリアムソンは落馬し、軽い怪我を負った。幸いにも大したものではなく、医者も当日の騎乗に支障がないことを保障したが、陣営は万一の事態を危惧してウィリアムソンを降ろし、代わって名手レスター・ピゴットへと乗り替わらせた。この決定に、ダービー挑戦のチャンスを潰されたウィリアムソンに対して同情の声、ひいてはロベルト陣営への批判の声も挙がった。
当日の1番人気は当然ながら、単勝4倍のピゴット騎乗のロベルトであった。ロベルトとピゴットは中団につけて道中を進み、最後の直線に向き合ったところで先頭を行っていたペントランドファースを抜き去った。しかし同じく最後の直線で駆け出した単勝23倍のラインゴールドを置き去りにすることは叶わず、最後まで熾烈な叩きあいの末にゴール板を通過した。この決着は写真判定により、ロベルトが短頭差（アタマ差）で勝っていることが確定し、第193代のダービー馬の栄冠を手に入れた。
しかし前述の降板事件が影響してか、1番人気にもかかわらずロベルトの人気は悪く、優勝が確定しても観客席からは拍手のひとつも贈られなかった。ただし競走そのものは評価されており、レーシング・ポスト編集部と識者の選定したイギリス競馬史の名勝負100選集『100 Greatest Races』においては、この競走を第14位に選んでいる。

### 世紀の悪役
ダービー後は本国のアイリッシュダービーへと出走したが、生涯最低着順となる12着と散々な結果になった。名誉挽回を期して出走したのが、この年よりの新設G1競走ベンソン&ヘッジズゴールドカップであった。しかし、この競走には当時の2000mより短い距離でのイギリス最強馬（2000より長い距離での最強馬はミルリーフ）デビュー以来の15連勝中だったブリガディアジェラードが出走しており、リボーの持つ16連勝のヨーロッパ記録に並ぼうとしていた。
ブリガディアジェラードが勝って新記録を樹立することこそがイギリス中の期待するものであり、圧倒的な人気が同馬に集まっていた。しかしロベルトはこの期待を裏切り、レコードタイムをつけてブリガディアジェラードを破ってしまった。この歓迎されない勝利で、ロベルトは完全に悪役としてのイメージが付いてしまった。
その後、「最強馬を破った」という実績にふさわしい活躍をしたとは言えず、最後まで主役へと転じることはできなかった。凱旋門賞に出走するも7着と大敗を喫し、翌年にはコロネーションカップを勝っているが、すでにかつてのような精彩は見えなくなっていた。その年の3戦目に出走したキングジョージ6世&クイーンエリザベスステークスで勝ち馬ダリアから遠く離された11着と惨敗、これを最後に競走生活を引退した。

## 引退後
引退後は故郷であるダービーダンファームに戻り、そこで種牡馬となった。ロベルトは種牡馬としても競走馬時代に劣らぬ成功を見せ、アメリカ・ヨーロッパにおいて活躍馬を多く送り出した。代表的な産駒として、セントレジャーステークス優勝馬のタッチングウッドや、マンノウォーステークスなどに優勝したサンシャインフォーエヴァーなどがいる。
また日本ではリアルシャダイやブライアンズタイム、アメリカにおいてはクリスエス、レッドランサム、シルヴァーホークなどが後継種牡馬として成功を収めており、ヘイルトゥーリーズン系の拡大に大きく貢献した。このためロベルトの子孫をロベルト系と呼んでヘイルトゥリーズンの血統からさらに分割されたものとして扱っている例も多い。ただし、2017年現在ではアーチやダイナフォーマーと言った21世紀初頭に活躍した種牡馬は既に死亡し、失速傾向が出ている。アメリカ合衆国でのシェアは2-3%程度、前述の種牡馬の後継としてはBlame、Point of Entryがそれぞれ活動を開始している。2022年現在、日本ではモーリスやエピファネイアが供用されている。
1988年8月2日に死亡。その遺骸はダービーダンファームの墓地の、ブラックトニーやリボーといった牧場ゆかりの名種牡馬らが眠る一画に埋葬された。

## 主な産駒
- Touching Wood - セントレジャーステークス、アイリッシュセントレジャー
- Lear Fan - ジャックルマロワ賞、英シャンペンステークス、クレイヴァンステークス
- Bob Back - イタリア共和国大統領賞
- ブライアンズタイム - フロリダダービー、ペガサスハンデキャップ
- サンシャインフォーエヴァー - マンノウォーステークス、ターフクラシック
- リアルシャダイ - ドーヴィル大賞典、産駒にライスシャワーなど
- シルヴァーホーク - クレイヴァンステークス、産駒にグラスワンダーなど
- At Taraq - パリ大賞、メルボルンカップ
- Plenty of Grace - イエローリボンステークス
- Dynaformer - ジャージーダービー、ディスカバリーハンデキャップ 産駒にバーバロなど
- Kris S - 5戦3勝 1993年北米リーディングサイアー。産駒にシンボリクリスエスなど
- Red Ransom - 3戦2勝 産駒にエレクトロキューショニストなど

### 日本に導入された主な種牡馬
- リアルシャダイ - 1993年 日本リーディングサイアー
- ブライアンズタイム - 産駒にナリタブライアンなど、G1馬多数
- サンシャインフォーエヴァー
- ザーラージル
- セレスティアルストーム
- トレボロ
- ミオロベルティーノ
- ミナラ

## 評価

### 主な勝鞍
1971年（2歳）　4戦3勝
アングルシーステークス (G3) 、ナショナルステークス (G2)
1972年（3歳）　7戦3勝
ヴォーホールトライアルステークス (G3) 、エプソムダービー (G1) 、ベンソン&ヘッジズゴールドカップ (G1)
2着 - 2000ギニー (G1) 、ニエル賞 (G3)
1973年（4歳）　3戦1勝
コロネーションカップ (G1)

### 年度代表馬
- 1971年 - アイルランド最優秀2歳牡馬
- 1972年 - イギリス最優秀3歳牡馬、アイルランド最優秀3歳牡馬

## 血統表
| ロベルトの血統                | ロベルトの血統                                                                                                | ロベルトの血統                                                                                                | （血統表の出典）                                                                                              | （血統表の出典） |
| 父系                          | ヘイルトゥリーズン系                                                                                          | ヘイルトゥリーズン系                                                                                          | ヘイルトゥリーズン系                                                                                          | [ § 2 ]          |
| 父 Hail to Reason 1958 黒鹿毛 | 父の父Turn-to 1951 鹿毛                                                                                       | Royal Charger                                                                                                 | Nearco | Nearco           |
| 父 Hail to Reason 1958 黒鹿毛 | 父の父Turn-to 1951 鹿毛                                                                                       | Royal Charger                                                                                                 | Sun Princess                                                                                                  |                  |
| 父 Hail to Reason 1958 黒鹿毛 | 父の父Turn-to 1951 鹿毛                                                                                       | Source Sucree                                                                                                 | Admiral Drake                                                                                                 | Admiral Drake    |
| 父 Hail to Reason 1958 黒鹿毛 | 父の父Turn-to 1951 鹿毛                                                                                       | Source Sucree                                                                                                 | Lavendula |                  |
| 父 Hail to Reason 1958 黒鹿毛 | 父の母Nothirdchance 1948 鹿毛                                                                                 | Blue Sword | Blue Larkspur                                                                                                 | Blue Larkspur    |
| 父 Hail to Reason 1958 黒鹿毛 | 父の母Nothirdchance 1948 鹿毛                                                                                 | Blue Sword | Flaming Swords                                                                                                |                  |
| 父 Hail to Reason 1958 黒鹿毛 | 父の母Nothirdchance 1948 鹿毛                                                                                 | Galla Colors                                                                                                  | Sir Gallahad III                                                                                              | Sir Gallahad III |
| 父 Hail to Reason 1958 黒鹿毛 | 父の母Nothirdchance 1948 鹿毛                                                                                 | Galla Colors                                                                                                  | Rouge et Noir                                                                                                 |                  |
| 母 Bramalea 1959 黒鹿毛       | 母の父Nashua 1952 鹿毛                                                                                        | Nasrullah | Nearco | Nearco           |
| 母 Bramalea 1959 黒鹿毛       | 母の父Nashua 1952 鹿毛                                                                                        | Nasrullah | Mumtaz Begum                                                                                                  |                  |
| 母 Bramalea 1959 黒鹿毛       | 母の父Nashua 1952 鹿毛                                                                                        | Segula | Johnstown | Johnstown        |
| 母 Bramalea 1959 黒鹿毛       | 母の父Nashua 1952 鹿毛                                                                                        | Segula | Sekhmet |                  |
| 母 Bramalea 1959 黒鹿毛       | 母の母Rarelea 1949 鹿毛                                                                                       | Bull Lea | Bull Dog | Bull Dog         |
| 母 Bramalea 1959 黒鹿毛       | 母の母Rarelea 1949 鹿毛                                                                                       | Bull Lea | Rose Leaves                                                                                                   |                  |
| 母 Bramalea 1959 黒鹿毛       | 母の母Rarelea 1949 鹿毛                                                                                       | Bleebok | Blue Larkspur                                                                                                 | Blue Larkspur    |
| 母 Bramalea 1959 黒鹿毛       | 母の母Rarelea 1949 鹿毛                                                                                       | Bleebok | Forteresse |                  |
| 母系(F-No.)                   | (FN:12-c) | (FN:12-c) | (FN:12-c) | [ § 3 ]          |
| 5代内の近親交配               | Nearco 4×4、Blue Larkspur 4×4、Mumtaz Begum 4×5、Pharos 5×5×5、Plucky Liege 5×5×5、Teddy 5×5、Sardanapale 5×5 | Nearco 4×4、Blue Larkspur 4×4、Mumtaz Begum 4×5、Pharos 5×5×5、Plucky Liege 5×5×5、Teddy 5×5、Sardanapale 5×5 | Nearco 4×4、Blue Larkspur 4×4、Mumtaz Begum 4×5、Pharos 5×5×5、Plucky Liege 5×5×5、Teddy 5×5、Sardanapale 5×5 | [ § 4 ]          |
| 出典                          | 1. 2. 3. 4.                                                                                                   | 1. 2. 3. 4.                                                                                                   | 1. 2. 3. 4.                                                                                                   | 1. 2. 3. 4.      |

- 3代父Royal Chargerと母父父Nasrullahは互いの父がNearco、前者の祖母と後者の母がMumtaz Begumと共通しており、3/4兄弟のインブリードと捉えることができる。